# Royal Society of Chemistry
Royal Society of Chemistry (RSC) er et videnskabsakademi i Storbritannien, der har mål om at "fremme de kemiske videnskaber". Det blev grundlagt i 1980 som en sammensmeltning af Chemical Society, Royal Institute of Chemistry, Faraday Society og Society for Analytical Chemistry med nyt Royal Charter og en dobbeltrolle som videnskabsakademi og fagligt organ. Ved dannelse havde RSC 49.000 medlemmer på verdensplan.
Hovedkvarteret ligger i Burlington House, Piccadilly, London. Det har også kontorer i Thomas Graham House i Cambridge (navngivet efter Thomas Graham, den første præsident for Chemical Society) hvor RSC Publishing ligger. Akademiet har også kontorer i USA på University of Pennsylvania, Drexel University og University City Science Center samt i både Beijing og Shanghai i Kina og Bangalore i Indien.
Organisationen udfører forskning, udgiver videnskabelige tidsskrifter, bøger og databaser, afholder konferencer, seminarer og workshops. Det er fagorgan for kemi Storbritannien, og kan uddeles hæderen Chartered Chemist (CChem) og igennem Science Council hæderspriserne Chartered Scientist (CSci), Registered Scientist (RSci) og Registered Science Technician (RScTech) til passende kandidater.
Fellowship of the Royal Society of Chemistry ("FRSC") er en af de mest prestigefyldte anerkendelser, som uddeles RSC. Eksisterende Fellows inkluderer prisvindende videnskabsfolk fra hele verden, heriblandt flere nobelprismodtagere. Den gives til personer der har givet stor bidrag til kemi og lignende videnskaber som bl.a. biologisk kemi. Indtil 2006 blev nye Fellows udgivet årligt i The Times. Titlen som Honorary Fellowship of the Society ("HonFRSC", æresfellow) gives for serlig service til kemi.